# کوترساده ماهی
 کوترساده ماهی(نام علمی: Sphyraena jello) نام یک گونه از سرده کوترماهیان است.